# Sian Chiong
Sian Chiong Crehuet (La Habana, 27 de octubre de 1993) es un actor y cantante cubano.

## Primeros años
Chiong nació en La Habana, Cuba, el 27 de octubre de 1993. Es hijo del famoso actor y director de televisión y cine cubano Rolando Chiong, conocido como Chino Chiong, y de la actriz Thais Crehuet. Se graduó como actor en el Instituto Superior de Arte en 2012, durante su paso por la escuela de arte protagonizó una película muy exitosa llamada “Ni pocos, ni locos” donde se le nominó como mejor actor juvenil del año 2010. En su último año de la carrera actuó como protagonista juvenil de la telenovela “Santa María del porvenir” y ese mismo año entra en la boy band Angeles, convirtiéndose en el artista más popular del país.

## Carrera
En 2018 emigró a México. Participó en la telenovela juvenil Like, la leyenda. Sian decidió seguir en la música y sacó "A tus pies".
En 2019 participó en El corazón nunca se equivoca en donde interpretó a Thiago. Posteriormente actuó en la serie Súbete a mi moto, para Amazon Prime Video, la cual está basada en la agrupación juvenil Menudo en la que se metió en la piel de Joselo Vega.
En 2020 participó en La mexicana y el güero con el personaje de Diego y en 2022 regresa a la televisión dando el papel protagónico juvenil en la telenovela Corazón guerrero como Adrián Guerrero.
En 2023 dio vida a Javier en la serie biográfica Gloria Trevi: ellas soy yo.
En 2024 después de lanzar varios sencillos, decidió hacer su primer EP cómo solista en los estudios KnvL en la Ciudad de México estrenando canciones como “Parisiando y QRLP”

## Filmografía

### Televisión
- Gloria Trevi: ellas soy yo (2023) - Javier[16]
- Corazón guerrero (2022) - Adrián Guerrero[13]
- La mexicana y el güero (2020-2021) - Diego Torres[17][18]
- Súbete a mi moto (2020) - Joselo Vega[12]
- Juntos el corazón nunca se equivoca (2019) - Thiago[10]
- Like (2018) - Alan
- Santa María del Porvenir (2011-2012) - Alejandro

### Programas
- La casa de los famosos México (2024) - séptimo eliminado.[19][20]

### Cine
- Castro's Daughter (2024) - Hank[21]
- Farándula, la película (2023) - Yoyo[22]
- Ni pocos, ni locos (2011) - Claudio

## Álbum[23]
| Sian Chiong |                                      |              |          |  |
| N.º         | Título                               | Escritor(es) | Duración |  |
| 1.          | «Cuarentena» (Con Deivy)             | Dj.conds     | 2:49     |  |
| 2.          | «Me mata el dolor»                   | Sian Chiong  | 3:21     |  |
| 3.          | «Dime que me amas» (Santiago Achaga) | Luciano Luna | 3:22     |  |

4.<Parisiando> Sian Chiong